# Reinhard Eichelbeck
Reinhard Eichelbeck (* 4. März 1945 in Lauterbach (Hessen)) ist ein deutscher Journalist, Schriftsteller und Fotograf.

## Werdegang
Nach dem Studium der Psychologie, Germanistik, Kunstgeschichte und Theaterwissenschaft ist er seit 1968 hauptsächlich als Autor und Regisseur für Hörfunk und Fernsehen tätig. Dabei hat er eine Reihe von Hörspielen veröffentlicht, wie zum Beispiel ‚Der Homoaudiovideograph’, und mehr als hundert Fernsehfilme realisiert.
Von 1976 bis 1985 war er festangestellter Fernsehredakteur im Familienprogramm des NDR, wo er zuerst verschiedene Kinder- und Jugendprogramme betreute, später dann Dokumentarfilme und Dokumentarserien. 1985 wechselte er in die Hauptredaktion Kultur und Wissenschaft des ZDF, wo er bis 1987 für die Sendereihe Einblick verantwortlich war.
Reinhard Eichelbeck lebt heute in Dießen am Ammersee.

## Werke
Hörspiele:
- „Tote Fische“ (RB 1968)
- „Die kleinen Grünen“ (NDR 1969)
- „Das waren noch Zeiten“ (NDR 1969)
- „Die Pfeiler, die das Haus trugen“ (NDR 1970)
- „Der Homoaudiovideograph“[1][2] (SR 1971, 1975 als bestes Kurzhörspiel des Jahres auf der EBU-Empfehlungsliste)

Spielfilmserien / Fernsehfilme:
- „Uwe und Karin“ (NDR)
- „Zu alt um nur zu spielen“ (NDR)
- „Und raus bist du“ (NDR)
- „Hilfe, ein Klavier verfolgt mich“ (NDR, siehe "Lexikon der Fernsehspiele", Bd. 1)

Dokumentarserien:
- „Songs und Geschichten“ (NDR)
- „Telelexikon“ (NDR)
- „Zeichen eines Jahres“ (SFB)
- „Zeitgeister TV“ (SFB)
- „Die Erde, der Himmel und die Dinge dazwischen“ (NDR)
- „Einblick“ (ZDF)

Dokumentarfilme:
- „Dr. Jennys Klangfiguren“ (ZDF, 1991)
- „Atlantis liegt im Allgäu“ (ZDF, über den Maler Friedrich Hechelmann)
- „Die Dame von der Forstmarine“ (ZDF)
- „Die Steine zum Sprechen bringen“ (ZDF)
- „Lieber Foul als Fair?“ (NDR)
- „Datenbank Kosmos“ (ZDF, zusammen mit Ivo Bulanda)
- „Jurassic Park in Nachbars Garten?“ (ZDF)
- „Licht ist Leben“ (ZDF)
- „Reise ins Unerwartete“[3][4] (DVD, 2014, zusammen mit Wolfgang J. G. Jung)

Bücher:
- Handbuch der Geheimnisse (Union 1988)
- Die Erde, der Himmel und die Dinge dazwischen (Bauer 1991)
- Wunder – Wende – Wassermann (Spektrum 1990)
- Das Darwin-Komplott (Riemann, 1999)
- Übersinnlich – Berichte aus der magischen Welt (Goldmann, 2004)
- Gesundheit, die man essen kann – die besten Fitmacher von A-Z (BIO Ritter, 2012)
- Als das Nichts den Urknall zündete, badete Gott seine Füße in Quantenschaum (Kindle-E-Book, 2016/2020)
- Wirf deine Fesseln ab und fliege (Kindle-E-Book, 2017).

Übersetzungen:
- Michael Bernard Beckwith Entscheide dich für die Freiheit (Kailash, 2009)
- Jack Kornfield Meditation für Anfänger (Goldmann, 2007)
- Prentice Mulford Die Illusion des Lebens und des Sterbens (Goldmann, CD 2005)
- Bodhipaksa Entspannung, Annahme und Einsicht (Goldmann, CD 2005)
- Bodhipaksa Gelassenheit, Achtsamkeit und Liebe (Goldmann, CD 2005).